# اوجان، آراگاتسوتن
اوجان (به ارمنی: Ուջան) یک شهرک در ارمنستان است که در استان آراگاتسوتن واقع شده‌است.  در  کیلومتری شمال آشتاراک، مرکز استان آراگاتسوتن واقع شده است.

## خصوصیات
اوجان ۸۰۰٬۰۰۰ نفر جمعیت دارد و در ارتفاع  متر بالاتر از سطح دریا قرار گرفته است.

## نگارخانه

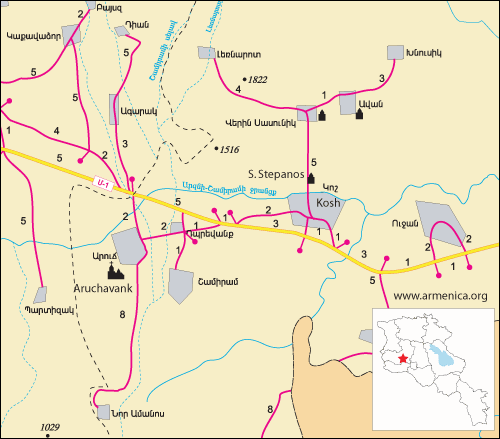
نقشه اوجان و مناطق اطراف آن